# Simeon Ashe
Simeon Ashe (... – 1662) è stato un religioso inglese.
Nonconformista, partecipò all'Assemblea di Westminster e fu cappellano personale del leader parlamentare inglese Edward Montagu, II conte di Manchester

## Biografia
Studiò presso l'Emmanuel College dell'Università di Cambridge ed iniziò successivamente la sua carriera nel ministero sacerdotale nello Staffordshire. Venne espulso per non essersi conformato al cosiddetto Declaration of Sports, un editto di Giacomo I d'Inghilterra del 1618, poi confermato da Carlo I, dove erano elencati gli sport e le attività ludiche consentiti le domeniche e nei giorni festivi. Ashe si rifiutò di conformarsi anche ad altri cerimoniali previsti dai riti anglicani.
A seguito della sua espulsione, tuttavia, Ashe trovò l'appoggio di un importante rappresentante parlamentare, Sir John Burgoyne, I baronetto di Sutton ed Alto Sceriffo di Bedfordshire, il quale gli consentì di predicare e di esercitare il suo sacerdozio in una chiesa di Wroxall nel Warwickshire; in seguito divenne un protetto del generale puritano Robert Greville, II barone di Brooke. Divenne predicatore presso il castello di Warwick dove ebbe modo di stringere amicizia con Thomas Dugard.
Allo scoppio della Guerra civile inglese divenne cappellano del Conte di Manchester, leader parlamentare nella Camera dei Lord e nominato maggior generale delle forze parlamentari e superiore di Oliver Cromwell. A causa della morte di Josias Shute, Arcidiacono di Colchester, nel 1643 venne chiamato a prendere il suo posto all'interno dell'Assemblea di Westminster.
Sebbene si fosse schierato dalla parte della fazione parlamentare, Ashe si oppose strenuamente all'estremismo del partito di Cromwell, e quando il momento della Restaurazione era ormai prossimo, Ashe fu tra i rappresentanti dell'Assemblea di Westminster che si recarono a Breda per salutare Carlo II. Morì pochi giorni prima dell'emanazione dell'Atto di uniformità del 1662 e fu sepolto il 24 agosto 1662.
Nel 1644, insieme ad un altro cappella del Conte di Manchester, William Goode, fu autore di un pamphlet dal titolo A particular Relation of the most Remarkable Occurrences from the United Forces in the North, a cui fece seguito un secondo pamphlet dal titolo A True Relation of the most Chiefe Occurrences at and since the late Battell at Newbery, nei quali cercarono di difendere la campagna del loro protettore. Fu anche autore di diversi sermoni recitati in seno al Parlamento:
- A Sermon on Ps. ix. 9, letto alla Camera dei Comuni il 30 marzo 1642
- A Sermon before the House of Lords, letto alla Camera dei Comuni il 26 febbraio 1644
- A Funeral Sermon on the Death of the Countess of Manchester,letto il 12 ottobre 1658